# 明愛屯門馬登基金中學
明愛屯門馬登基金中學（英語：Caritas Tuen Mun Marden Foundation Secondary School）為一所位於屯門區的津貼中學，由香港明愛創辦，於1977年以馬登基金屯門明愛職業先修學校之名創立。校舍原址是建生磚廠的採石場。

## 歷史
1970年代中，會德豐時任主席約翰·馬登名下的「馬登基金」，決定委託香港明愛在屯門、沙田及柴灣，各開辦一間工業中學，當中此校為首間開辦的學校。至1977年2月16日，此校舉行奠基禮，由時任新界政務司鍾逸傑及胡振中主教主持，並於同年9月率先借用他校開課，首年錄取360名學生。
創校一年後，此校於1978/79學年正式遷入剛完工的永久校舍，並於同年11月3日由時任港督麥理浩主持開幕禮。
因應政府於1997年廢除工業中學體制，此校亦於約1990年代尾改為現名。
受少子化問題及辦學表現遜色影響，此校曾於2011年被教育局下達「殺校」令。然而，由於辦學團體維持辦學及注資的決定，此校從而得以續辦至今。此前，校方已於2007年起開始錄取非華語學童，並成為相關「指定學校」，以求增加收生。

## 歷任管治人員

### 校監
- 蘇約翰先生（1977年–？，創校校監，兼任明愛其他屬校校監；曾任同系聖方濟各工業中學創校校長）
- 李崇德先生，BBS，JP[8]（？-1993年；曾任創校校長）
- 楊鳴章主教[9]（1993年–2002年[10]；後出任天主教香港教區主教，2019年病逝）
- 黃循萬先生（現任校監，曾任同系聖方濟各工業中學/胡振中中學校長）

### 校長
- 李崇德先生，BBS，JP（1977年–1978年，創校校長[11]，後平調為同系聖方濟各工業中學校長）
- 黃桂林先生（約1980–90年代[8]）
- 羅婉玲女士[12]（？-2007年；因病辭職[13]）
- 陳國祥先生[14]（2007年-？；由同系元朗陳震夏中學調升）
- 何力生先生（？年–2014年，後轉職至瑪利諾神父教會學校中學部）
- 袁國明先生（2014年–2023年，初期為署任[15]，於2014年中獲真除）
- 朱婉儀女士（2023年履新，現任校長）

## 校舍
此校為一所非標準校舍，佔地5,100平方米，設24間課室（其中9間為後期加建）及各種特別室，並曾加建新翼。
校舍由馬海建築師事務所設計，並由天順有限公司承建，於1977年2月動工，1978年完工啟用。

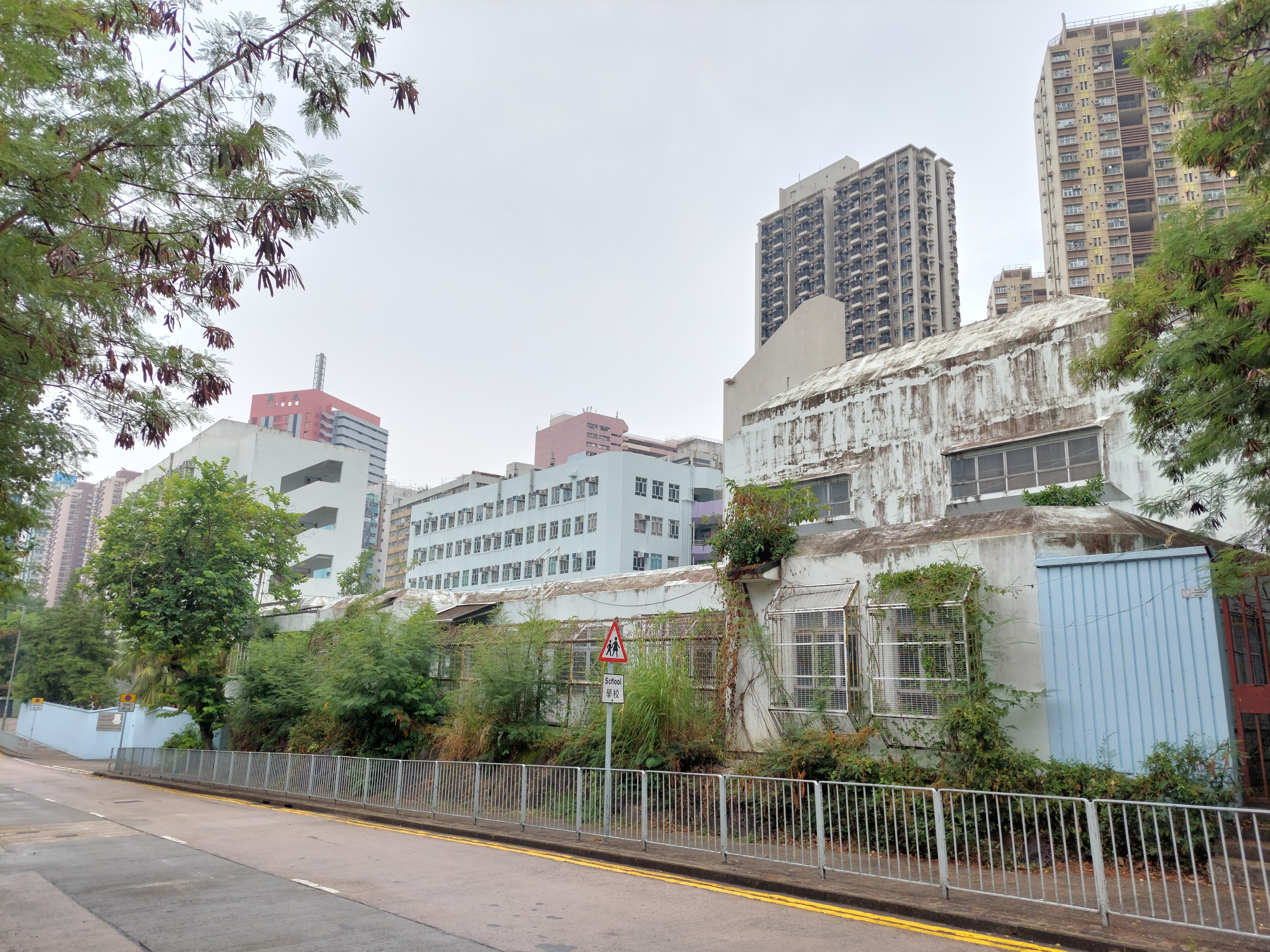
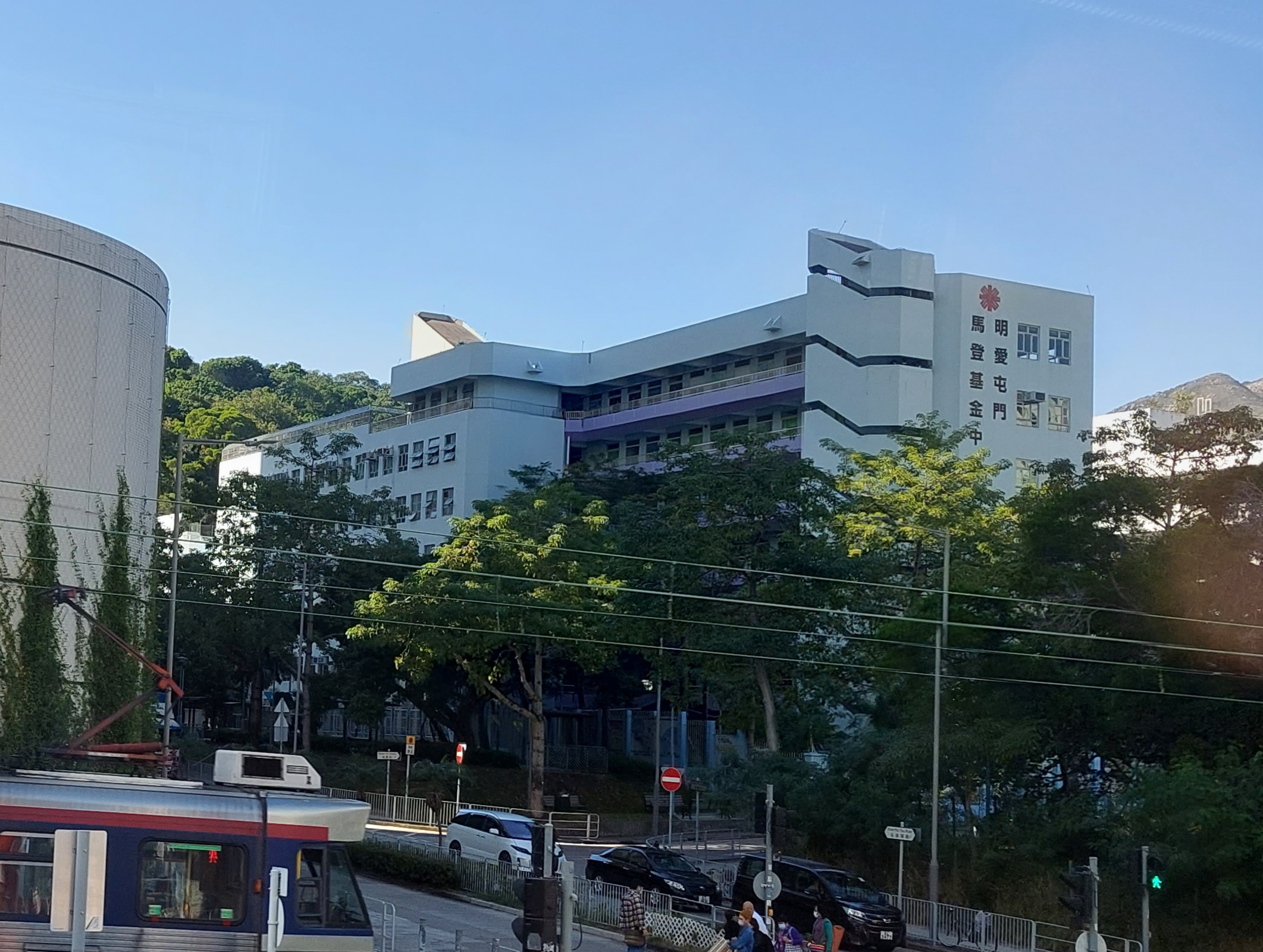
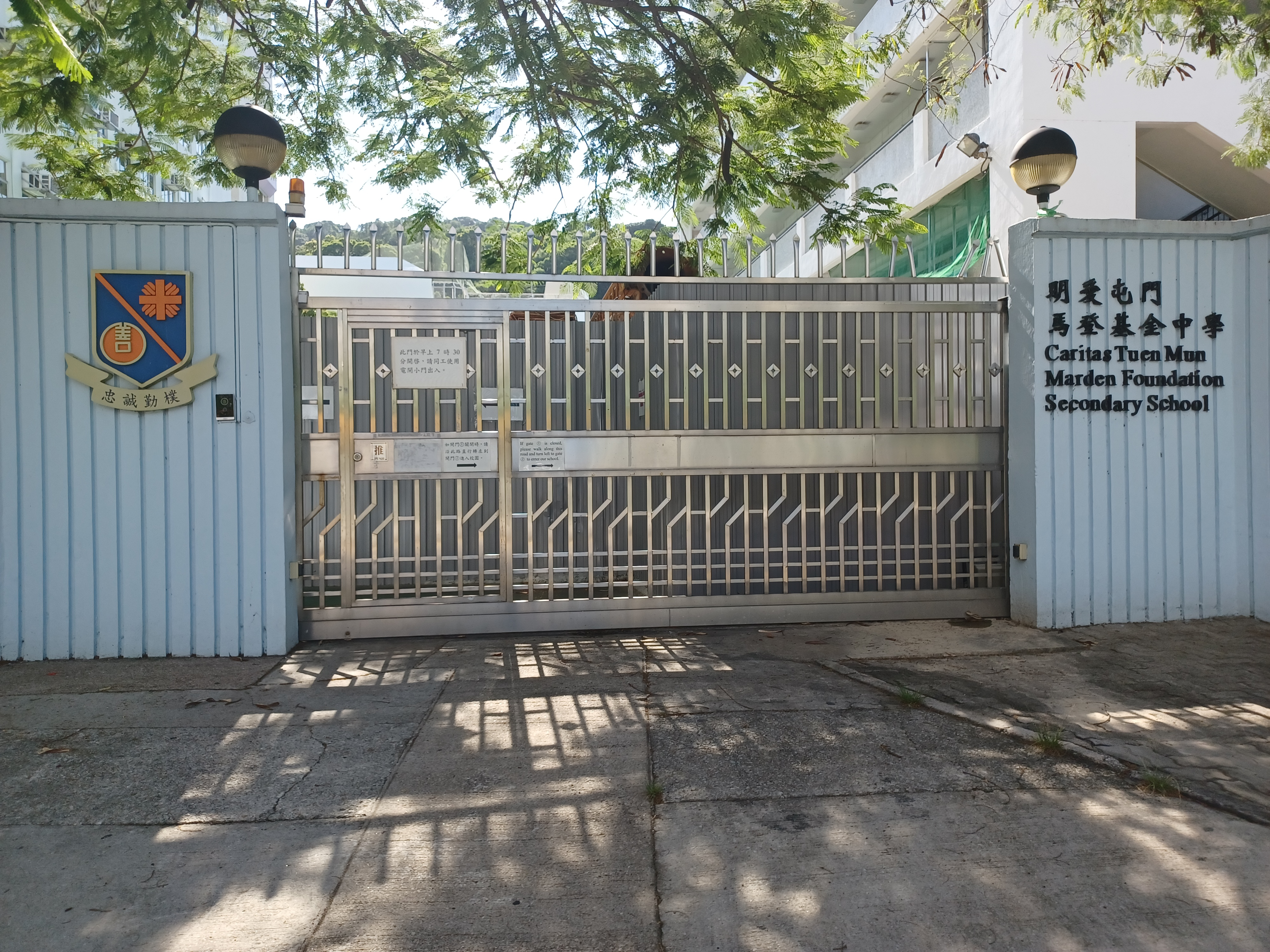
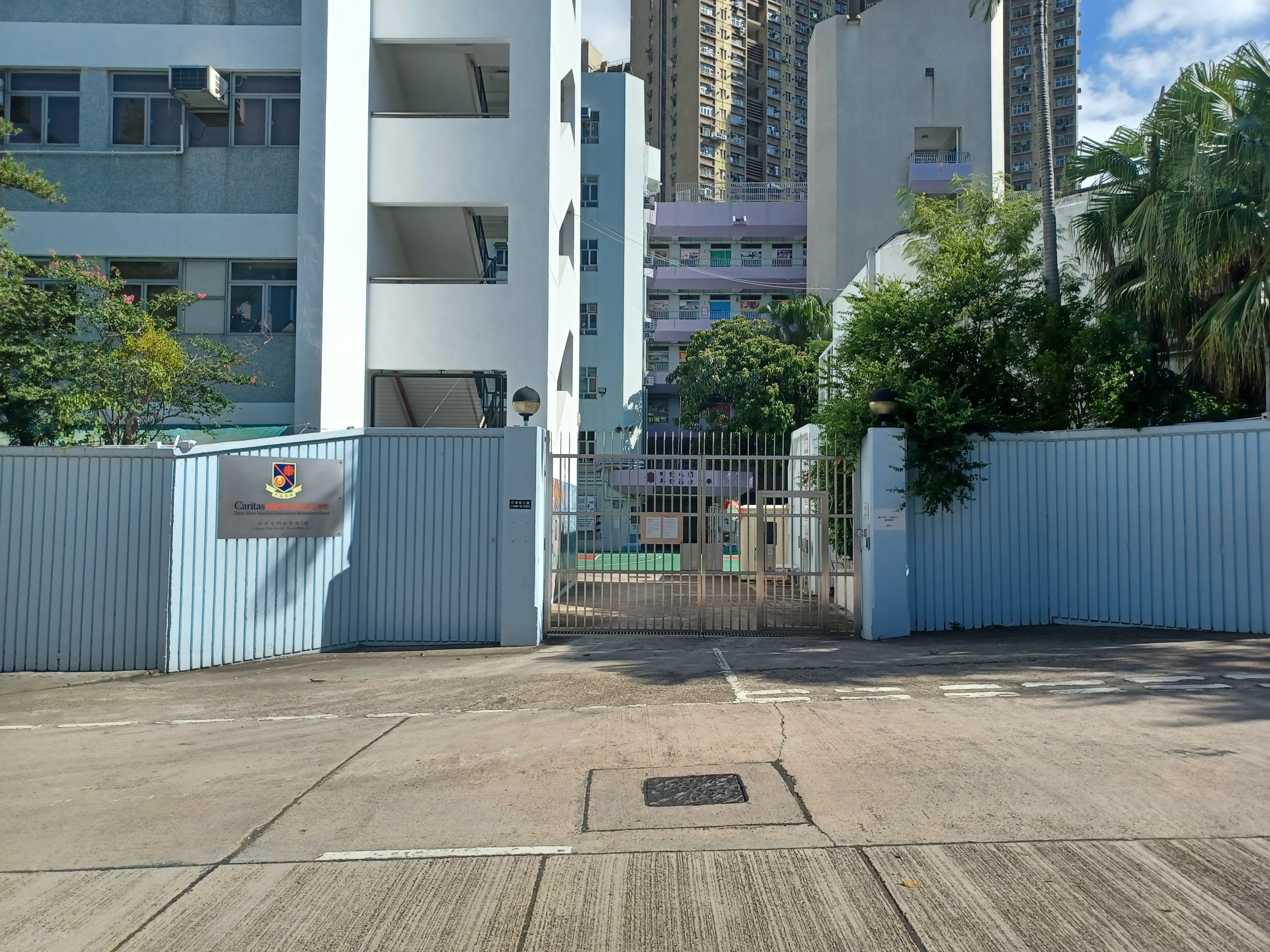

## 軼事及事件
- 2009年5月26日，時任政制及內地事務局局長林瑞麟到訪此校，並與校方及學生代表進行交談[14]。
- 2017年8月，此校連同屯門、元朗另外兩間小學，被揭發懷疑製造「影子學生」以逃避減班事件，當中此校被指涉嫌安排8名高年級插班生假扮中一新生。及後，校長在接受傳媒訪問時否認有此事件[18]。

## 著名校友
- 文彼得（1999年中五）：香港退役足球員，現職香港飛馬足球會執行董事及助教

## 註解
1. ↑  2023/24年度[1]
2. ↑  2023/24年度[2]
3. ↑  包括明愛柴灣馬登基金中學、明愛沙田馬登基金中學及此校
4. ↑  現為華營建築

## 外部連結
- 明愛屯門馬登基金中學官方網頁 （页面存档备份，存于）